# Mare Crisium
Mer des Crises
La mer des Crises, en latin Mare Crisium, est une mer lunaire de forme ovale située dans le bassin des Crises, au nord-est de la mer de la Tranquillité (Mare Tranquillitatis), dans l'hémisphère nord de la face visible de la Lune, légèrement au-dessus de l'équateur lunaire et près du limbe oriental de la Lune. Ce bassin empli de lave basaltique dont le diamètre est d'environ 563 kilomètres remonte à l'ère du Nectarien, tandis que le matériau de la mer date de l'Imbrien supérieur. Giovanni Riccioli nomma cette « mer » ainsi en fonction du temps météorologique car il croyait qu'elle correspondait au temps qu'il faisait sur Terre.
C'est la formation lunaire la plus facile à repérer à l'œil nu et la première grande mer à apparaître au début de chaque lunaison dans le quadrant nord-est de la Lune, restant visible à l'œil nu depuis la Terre trois jours après la nouvelle lune ou deux jours après la pleine lune.

## Caractéristiques

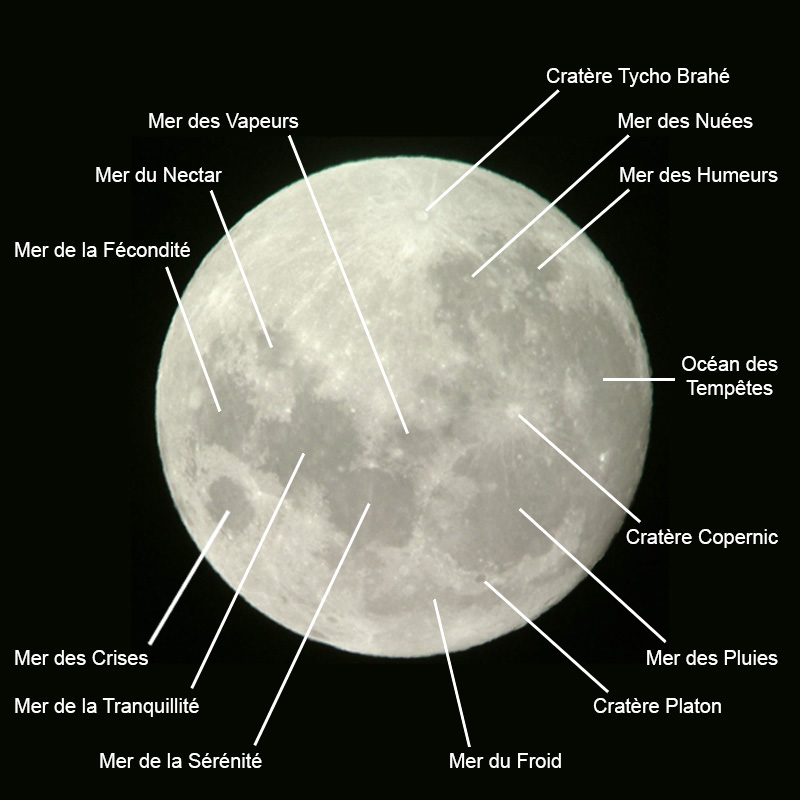
Principales mers lunaires, dont la mer des Crises.

La mer des Crises a un diamètre de 570 kilomètres du nord au sud et de 620 kilomètres d'est en ouest (ovale, elle nous paraît ronde de par la perspective), une surface de 176 000 kilomètres carrés. Une météorite a formé un bassin d'impact (le bassin des Crises) de 740 km de diamètre il y a 3,85 milliards d’années, durant le Nectarien, à l'origine d'un cratère d'impact (la mer des Crises caractérisée par sa subsidence) et de plusieurs enceintes concentriques formant des crêtes annulaires (bien visibles au niveau du cratère Cleomedes et des lacs d'altitude Mare Undarum et Mare Spumans). Ces remparts de 2 à 3 km de hauteur et qui peuvent se suivre jusqu'à environ 1 000 km du centre sont complétés par des rides d'orientation générale nord-sud au centre de la mer et qui traduisent « vraisemblablement des phénomènes tectoniques d'origine peu profonde (flexions au niveau de la surface basaltique après sa mise en place) ». Son fond est très plat avec des anneaux de crêtes plissées à la périphérie. Quelques cratères fantômes (cratères en grande partie enfouis sous des dépôts d'autres matériaux) sont situés au sud.
Lors de la solidification de la plaine basaltique sont apparues des rides concentriques à l'intérieur de la mer et qui sont des traces d'anciens tremblements de lune. Ces dorsa sont orientés nord-sud. Le bord ouest est marqué par les promontoires Olivium et Lavinium, séparés par une vallée d'environ 10 km de large barrée par une petite colline. Le 23 juillet 1953, l'astronome amateur John O'Neill pense observer un gigantesque pont naturel de 19 km de long. Cette observation se transforme en l'affaire du « pont d’O'Neil » lorsque l'astronome Hugh Percy Wilkins, directeur de la Section lunaire de la British Astronomical Association confirme cette interprétation, alors que n'est en fait qu'un jeu d'ombres.
Cette mer héberge trois cratères notables : Yerkes (en), Picard et Peirce (en) tandis que sa région sud-est est occupée par le Promontorium Agarum (du nom d'un cap dans la mer d'Azov), qui ressemble à un cap qui monte à plus de 4 kilomètres de hauteur.
Au nord-est de celle-ci se situe une petite mer appelée Mare Anguis.
Selon la libration de la lune, Mare Crisium peut être réduite, comme ses voisines encore plus proches du limbe oriental lunaire, Mare Marginis et Mare Smythii qui peuvent disparaître complètement du champ de vision.

## Historique
Plusieurs sondes spatiales soviétiques se sont posées dans cette mer. 

Luna 15 s'y écrase le 21 juillet 1969 (des débris en subsistent sur une montagne bordant cette mer), un jour après que le module lunaire « Eagle » d'Apollo 11 s'est posé avec succès dans la mer de la Tranquillité voisine et que Neil Armstrong et Buzz Aldrin ont marché sur la Lune. Les Russes ont raté leur baroud d’honneur dans la course à la Lune, mais Luna 15 marque « une étape importante dans la collaboration internationale : ses plans de vol avaient été dévoilés au préalable pour éviter une collision avec Apollo 11 ».
Luna 23 s'y pose en novembre 1974 mais l'alunissage a probablement lieu sur un caillou si bien que la sonde bascule et ne peut rapporter des échantillons de sol lunaire. Luna 24 s'y pose aussi le 18 août 1976 et rapporte des échantillons sur Terre. Elle reste longtemps la dernière sonde à se poser sur la Lune de manière contrôlée (près de 4 ans après la dernière mission humaine, Apollo 17), avant l'alunissage réussi de la sonde chinoise Chang'e 3 le 14 décembre 2013. Le 2 mars 2025, la sonde de Firefly Aerospace s'y est posée avec succès.

## Galerie

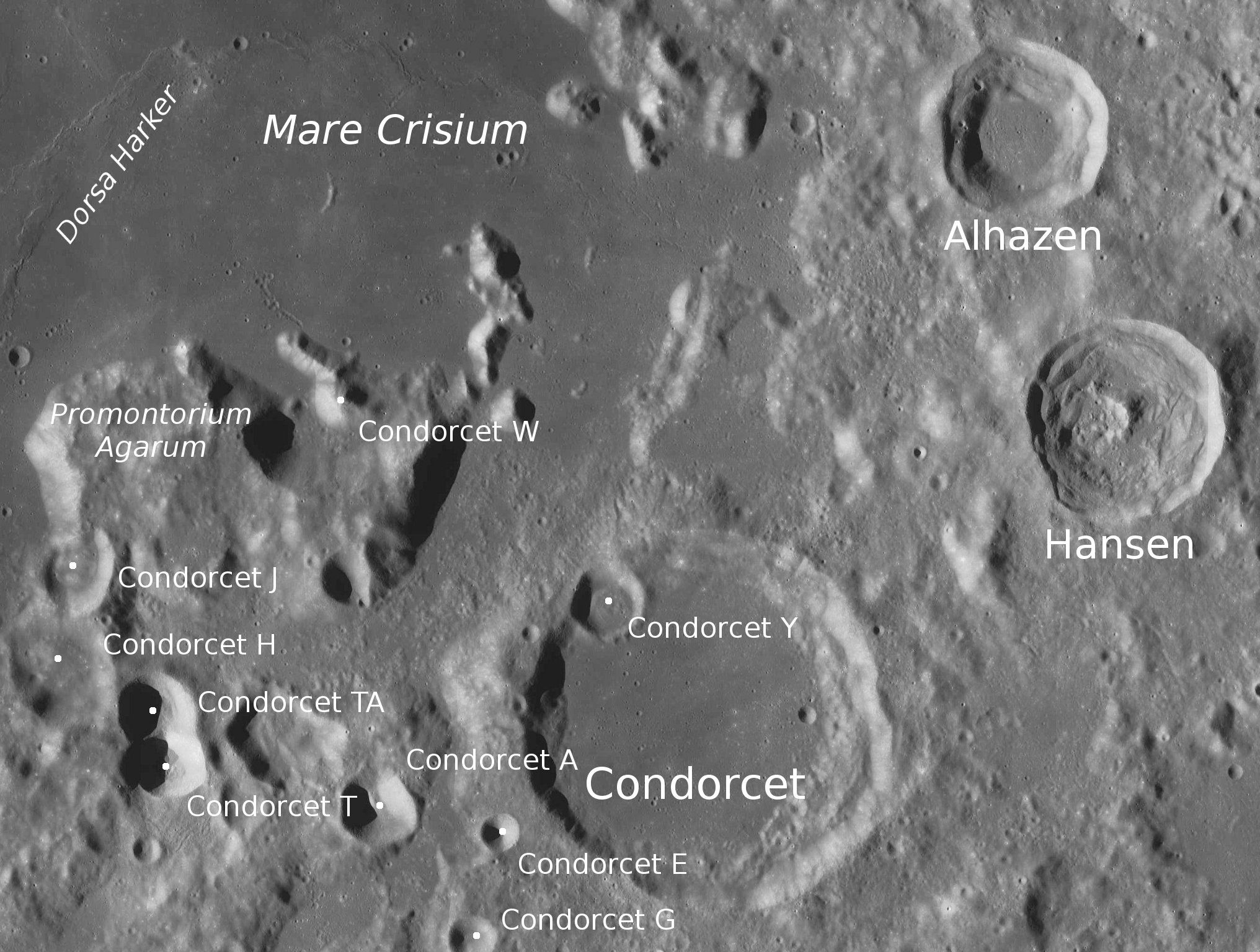
Promontoire Agarum, dorsa Harker (en) et cratère Condorcet au sud de la mer des Crises.
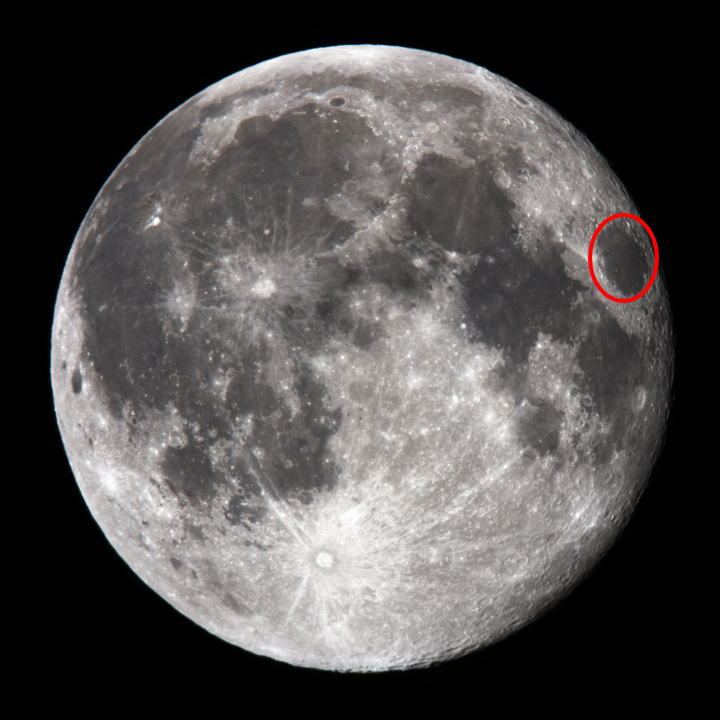
Localisation de la mer des Crises.

## Culture populaire
- Dans le film Moonfall un incident sur Mare Crisium est à l'origine de la désorbitation de la Lune[19].